# Rafael Olarra
Rafael Andrés Olarra Guerrero (Santiago, 26 de mayo de 1978) es un exfutbolista chileno y excomentarista deportivo en los programas Cónclave Deportivo de Radio La Clave y en Agenda Fox Chile.
También es recordado su paso por Universidad de Chile, donde fue capitán, ganó 5 títulos y llegó a semifinales de la Copa Libertadores 2010.

## Trayectoria
Debutó en Audax Italiano en 1996, donde permaneció por 2 temporadas, luego se marchó a la Universidad de Chile, donde permaneció hasta 2000 ganando 4 títulos, luego parte al Osasuna de España, jugando solo 335 minutos, teniendo que volver a Universidad de Chile en 2002 donde estuvo por 1 año más, hasta ser comprado por Independiente en 2003.
Después de una pobre actuación en Independiente, vuelve a Chile, pero a uno de los clásicos rivales del equipo que lo hizo conocido, la Universidad Católica, jugando entre 2004 y 2005, alcanzando a jugar algunos minutos en el Torneo de Clausura en el cual el equipo saldría campeón más adelante. Tras su buen paso por la "UC", se marchó al Maccabi Haifa de Israel, donde fue titular indiscutido y campeón de la liga en 2006 y posterior a eso vuelve a la Universidad de Chile nuevamente para ser campeón del torneo apertura 2009 y alcanzar la semifinal de la Copa Libertadores de América, que perdió a manos de las Chivas de Guadalajara. Tal desempeño, comandado por Gerardo Pelusso, se sustentó fundamentalmente en la labor defensiva, lo que hasta el último encuentro dio resultados positivos.
Terminando 2010 el nuevo técnico Jorge Sampaoli decide dejarlo fuera de su esquema y es desligado del club, fichando por Unión Española. A fines de 2012 y tras perderse la final del Clausura 2012 que perdió su equipo frente a Huachipato, decide volver al club que lo vio nacer: Audax Italiano.
El 17 de febrero de 2016 anuncia su retiro al término del Clausura 2016, luego de lo cual es contratado como panelista de Fox Sports Radio Chile.

## Selección nacional
Fue llamado habitualmente para la Selección Chilena de Fútbol, debutando en 1997, También jugó en los Juegos Olímpicos del año 2000 en Sídney, donde Chile consiguió la medalla de bronce y donde aporto con un gol en la victoria de Chile sobre España por 3 a 1. Además, participó en las Copas América de 1997, realizada en Bolivia, y en 2004 realizada en Perú y en las eliminatorias mundialistas para Corea y Japón 2002 y para Alemania 2006, donde no logró clasificar a ambos mundiales. Jugó su último partido ante Perú el 7 de octubre de 2006 donde fue expulsado en el min. 42. Coincidió ese partido con 4 jugadores de la selección bicampeona de América, en las ediciones 2015 y 2016: Claudio Bravo, Gonzalo Jara, Jorge Valdivia y Alexis Sánchez.

### Participaciones en Sudamericanos
| Competencia                 | Sede  | Resultado |
| --------------------------- | ----- | --------- |
| Sudamericano Sub-20 de 1997 | Chile | Eliminado |

### Participaciones en Juegos Olímpicos
| Torneo                          | Sede      | Resultado         |
| ------------------------------- | --------- | ----------------- |
| Juegos Olímpicos de Sídney 2000 | Australia | Medalla de Bronce |

### Participaciones en Copa América
| Torneo              | Sede                | Resultado           | Partidos | Goles |
| ------------------- | ------------------- | ------------------- | -------- | ----- |
| Copa América 1997   | Bolivia             | Fase de grupos      | 0        | 0     |
| Copa América 2004   | Perú                | Fase de grupos      | 3        | 1     |
| Total de su carrera | Total de su carrera | Total de su carrera | 3        | 1     |

### Participaciones en Clasificatorias a Copas del Mundo
| Eliminatorias                  | País                | Resultado           | Posición            | Partidos | Goles |
| ------------------------------ | ------------------- | ------------------- | ------------------- | -------- | ----- |
| Eliminatorias Corea-Japón 2002 | Corea del Sur Japón | Eliminado           | 10.º                | 2        | 0     |
| Eliminatorias Alemania 2006    | Alemania            | Eliminado           | 7.º                 | 12       | 0     |
| Total de su carrera            | Total de su carrera | Total de su carrera | Total de su carrera | 14       | 0     |

### Partidos internacionales
| Partidos internacionales | Partidos internacionales | Partidos internacionales                                  | Partidos internacionales | Partidos internacionales | Partidos internacionales | Partidos internacionales | Partidos internacionales | Partidos internacionales           | Partidos internacionales |
| N.º                      | Fecha                    | Estadio                                                   | Local                    | Resultado                | Visitante                | Goles                    | DT                       | Competición                        |                          |
| ------------------------ | ------------------------ | --------------------------------------------------------- | ------------------------ | ------------------------ | ------------------------ | ------------------------ | ------------------------ | ---------------------------------- | ------------------------ |
| 1                        | 31 de enero de 1998      | Estadio Hong Kong, So Kon Po, Hong Kong                   | Irán                     | 1-1 4-2 p                | Chile                    |                          | Nelson Acosta            | Carlsberg Cup 1998                 |                          |
| 2                        | 12 de diciembre de 2000  | Estadio Municipal, Valparaíso, Chile                      | Chile                    | 3-2                      | Bulgaria                 |                          | Nelson Acosta            | Copa Ciudad de Valparaíso          |                          |
| 3                        | 15 de diciembre de 2000  | Estadio Municipal, Valparaíso, Chile                      | Chile                    | 0-2                      | Eslovaquia               |                          | Nelson Acosta            | Copa Ciudad de Valparaíso          |                          |
| 4                        | 3 de junio de 2000       | Estadio Centenario, Montevideo, Uruguay                   | Uruguay                  | 3-1                      | Chile                    |                          | Nelson Acosta            | Clasificatorias Corea-Japón 2002   |                          |
| 5                        | 8 de octubre de 2000     | Estadio Olímpico Atahualpa, Quito, Ecuador                | Ecuador                  | 1-0                      | Chile                    |                          | Nelson Acosta            | Clasificatorias Corea & Japón 2002 |                          |
| 6                        | 21 de marzo de 2001      | Estadio Olímpico Metropolitano, San Pedro Sula, Honduras  | Honduras                 | 3-1                      | Chile                    |                          | Pedro García             | Amistoso                           |                          |
| 7                        | 17 de abril de 2002      | Parkstad Limburg Stadion, Kerkrade, Países Bajos          | Turquía                  | 2-0                      | Chile                    |                          | César Vaccia             | Amistoso                           |                          |
| 8                        | 11 de junio de 2003      | Estadio Olímpico Metropolitano, San Pedro Sula, Honduras  | Honduras                 | 1-2                      | Chile                    |                          | Juvenal Olmos            | Amistoso                           |                          |
| 9                        | 6 de septiembre de 2003  | Estadio Antonio Vespucio Liberti, Buenos Aires, Argentina | Argentina                | 2-2                      | Chile                    |                          | Juvenal Olmos            | Clasificatorias Alemania 2006      |                          |
| 10                       | 9 de septiembre de 2003  | Estadio Nacional, Santiago, Chile                         | Chile                    | 2-1                      | Perú                     |                          | Juvenal Olmos            | Clasificatorias Alemania 2006      |                          |
| 11                       | 15 de noviembre de 2003  | Estadio Centenario, Montevideo, Uruguay                   | Uruguay                  | 2-1                      | Chile                    |                          | Juvenal Olmos            | Clasificatorias Alemania 2006      |                          |
| 12                       | 18 de noviembre de 2003  | Estadio Nacional, Santiago, Chile                         | Chile                    | 0-1                      | Paraguay                 |                          | Juvenal Olmos            | Clasificatorias Alemania 2006      |                          |
| 13                       | 19 de febrero de 2004    | Home Depot Center, Carson, Estados Unidos                 | México                   | 1-1                      | Chile                    |                          | Juvenal Olmos            | Amistoso                           |                          |
| 14                       | 30 de marzo de 2004      | Estadio Hernando Siles, La Paz, Bolivia                   | Bolivia                  | 0-2                      | Chile                    |                          | Juvenal Olmos            | Clasificatorias Alemania 2006      |                          |
| 15                       | 1 de junio de 2004       | Polideportivo de Pueblo Nuevo, San Cristóbal, Venezuela   | Venezuela                | 0-1                      | Chile                    |                          | Juvenal Olmos            | Clasificatorias Alemania 2006      |                          |
| 16                       | 6 de junio de 2004       | Estadio Nacional, Santiago, Chile                         | Chile                    | 1-1                      | Brasil                   |                          | Juvenal Olmos            | Clasificatorias Alemania 2006      |                          |
| 17                       | 8 de julio de 2004       | Estadio Monumental de la UNSA, Arequipa, Perú             | Brasil                   | 1-0                      | Chile                    |                          | Juvenal Olmos            | Copa América 2004                  |                          |
| 18                       | 11 de julio de 2004      | Estadio Monumental de la UNSA, Arequipa, Perú             | Paraguay                 | 1-1                      | Chile                    |                          | Juvenal Olmos            | Copa América 2004                  |                          |
| 19                       | 14 de julio de 2004      | Estadio Jorge Basadre, Tacna, Perú                        | Costa Rica               | 2-1                      | Chile                    | Anotado                  | Juvenal Olmos            | Copa América 2004                  |                          |
| 20                       | 5 de septiembre de 2004  | Estadio Nacional, Santiago, Chile                         | Chile                    | 0-0                      | Colombia                 |                          | Juvenal Olmos            | Clasificatorias Alemania 2006      |                          |
| 21                       | 10 de octubre de 2004    | Estadio Olímpico Atahualpa, Quito, Ecuador                | Ecuador                  | 2-0                      | Chile                    |                          | Juvenal Olmos            | Clasificatorias Alemania 2006      |                          |
| 22                       | 13 de octubre de 2004    | Estadio Nacional, Santiago, Chile                         | Chile                    | 0-0                      | Argentina                |                          | Juvenal Olmos            | Clasificatorias Alemania 2006      |                          |
| 23                       | 13 de octubre de 2004    | Estadio Nacional, Lima, Perú                              | Perú                     | 3-1                      | Chile                    |                          | Juvenal Olmos            | Clasificatorias Alemania 2006      |                          |
| 24                       | 9 de febrero de 2005     | Estadio Sausalito, Viña del Mar, Chile                    | Chile                    | 3-0                      | Ecuador                  |                          | Juvenal Olmos            | Amistoso                           |                          |
| 25                       | 30 de marzo de 2005      | Estadio Defensores del Chaco, Asunción, Paraguay          | Paraguay                 | 2-1                      | Chile                    |                          | Juvenal Olmos            | Clasificatorias Alemania 2006      |                          |
| 26                       | 24 de mayo de 2006       | Lansdowne Road, Dublín, Irlanda                           | Irlanda                  | 0-1                      | Chile                    |                          | Nelson Acosta            | Amistoso                           |                          |
| 27                       | 30 de mayo de 2006       | Stade Jean Bouloumié, Vittel, Francia                     | Costa de Marfil          | 1-1                      | Chile                    |                          | Nelson Acosta            | Amistoso                           |                          |
| 28                       | 2 de junio de 2006       | Råsundastadion, Estocolmo, Suecia                         | Suecia                   | 1-1                      | Chile                    |                          | Nelson Acosta            | Amistoso                           |                          |
| 29                       | 16 de agosto de 2006     | Estadio Nacional, Santiago, Chile                         | Chile                    | 1-2                      | Colombia                 |                          | Nelson Acosta            | Amistoso                           |                          |
| 30                       | 7 de octubre de 2006     | Estadio Sausalito, Viña del Mar, Chile                    | Chile                    | 3-2                      | Perú                     |                          | Nelson Acosta            | Copa del Pacífico 2006             |                          |
| Total                    | Total                    | Total                                                     | Presencias               | 30                       | Goles                    | 1                        |                          |                                    |                          |

| Selección chilena | Selección chilena | Selección chilena |
| Año               | Partidos          | Goles             |
| ----------------- | ----------------- | ----------------- |
| 1998              | 1                 | 0                 |
| 2000              | 4                 | 0                 |
| 2001              | 1                 | 0                 |
| 2002              | 1                 | 0                 |
| 2003              | 5                 | 0                 |
| 2004              | 11                | 1                 |
| 2005              | 2                 | 0                 |
| 2006              | 5                 | 0                 |
| Total             | 30                | 1                 |

## Clubes
| Club                 | País      | Año       |
| -------------------- | --------- | --------- |
| Rangers              | Chile     | 1996-1997 |
| Universidad de Chile | Chile     | 1998-2001 |
| Osasuna              | España    | 2001-2002 |
| Universidad de Chile | Chile     | 2002-2003 |
| Independiente        | Argentina | 2003-2004 |
| Universidad Católica | Chile     | 2004-2005 |
| Maccabi Haifa        | Israel    | 2005-2007 |
| Universidad de Chile | Chile     | 2007-2010 |
| Unión Española       | Chile     | 2011-2012 |
| Audax Italiano       | Chile     | 2013-2016 |

## Palmarés

### Campeonatos nacionales
| Título           | Club                 | País   | Año    |
| ---------------- | -------------------- | ------ | ------ |
| Copa Chile       | Universidad de Chile | Chile  | 1998   |
| Primera División | Universidad de Chile | Chile  | 1999   |
| Copa Chile       | Universidad de Chile | Chile  | 2000   |
| Primera División | Universidad de Chile | Chile  | 2000   |
| Primera División | Universidad Católica | Chile  | 2005-C |
| Liga Premier     | Maccabi Haifa        | Israel | 2006   |
| Copa Toto        | Maccabi Haifa        | Israel | 2006   |
| Primera División | Universidad de Chile | Chile  | 2009-A |

### Campeonatos internacionales
| Título           | Club               | País  | Año  |
| ---------------- | ------------------ | ----- | ---- |
| Juegos Olímpicos | Selección de Chile | Chile | 2000 |